# Chad Michaels
Chad Michaels (San Diego, 20 de març de 1971) és un imitador professional de Cher i drag-queen dels Estats Units. Amb el seu personatge drag, va ser subcampiona de la quarta temporada de RuPaul's Drag Race, juntament amb Phi Phi O'Hara, i la guanyadora de la primera temporada de RuPaul's Drag Race: All Stars.

## Joventut
Michaels va ser criat a San Diego. Originalment, el seu nom artístic era "Brigitte Love", però va optar per actuar amb el seu propi nom després de treballar a "An Evening at La Cage" a Las Vegas, en què es requeria que les drag-queens utilitzessin noms artístics masculins.

## Carrera

### RuPaul's Drag Race
El 2010, Michaels va competir en el primer certamen de California Entertainer of the Year, convertint-se en el primer suplent de la guanyadora Shangela.
L'any 2011, es va anunciar que Michaels era una de les 13 drag queens que competien a la quarta temporada de RuPaul's Drag Race el 2012. Al llarg de la temporada, Michaels va guanyar dos desafiaments: el de l'episodi "WTF !: Wrestling's Trashiest Fighters", així com l'" Snatch Game" (una paròdia de Match Game) en què va imitar a Cher. La seva actuació com a Cher va rebre grans elogis per part del jurat, es va convertir en una de les millors actuacions de l'Snatch Game de la història del programa i tot plegat va convertir Michaels en una de les competidores més fortes de la temporada. Va arribar a la final i va estar a punt de guanyar el concurs, però va perdre contra Sharon Needles. Després de la seva carrera a Drag Race, Chad Michaels actua a tot el món com a Cher.

### RuPaul's Drag Race: All Stars
El mateix any, Chad Michaels va ser anunciada com a concursant de la primera temporada de RuPaul's Drag Race: All Stars. Durant la temporada, se la va ajuntar inicialment amb la concursant de la temporada 1 Shannel. Va guanyar tres desafiaments, inclòs un desafiament de maquillatge. Va tornar a arribar a una final (convertint-se en la primera persona de la història del programa a fer-ho) i va guanyar, superant Raven, subcampiona de la segona temporada.
Michaels produeix i actua amb DreamgirlsRevue, l'espectacle d'imitació femenina més gran de Califòrnia. Entre els artistes del Dreamgirls Revue hi ha les concursants de Drag Race Delta Work, Raven, Detox, Morgan McMichaels, Raja, Shannel i Venus D-Lite. Morgan McMichaels és la filla drag de Michaels, de qui va prendre el cognom.
Michaels va començar a fer gires amb Farrah Moan el 2019 amb l'espectacle Burlesque, basat en la pel·lícula de Cher i Christina Aguilera.

## Discografia

### Senzills
| Curs | Cançó         | Ref   |
| ---- | ------------- | ----- |
| 2013 | "Tragic Girl" | [ 7 ] |

## Pel·lícules
| Any   | Títol           | Paper   | Notes        | Ref.        |
| ----- | --------------- | ------- | ------------ | ----------- |
| 2011  | Bamboo Shark    | Cher    |              |             |
| Futur | Maybe This Time | Stephen | Preproducció | [ 8 ] [ 9 ] |